# ريتشارد غارتنر
ريتشارد غارتنر (بالإنجليزية: Richard Gartner)‏ هو عالم نفس أمريكي، ولد في 1947.